# Principauté de Murbach
La principauté de Murbach est une ancienne principauté abbatiale.

## Territoire

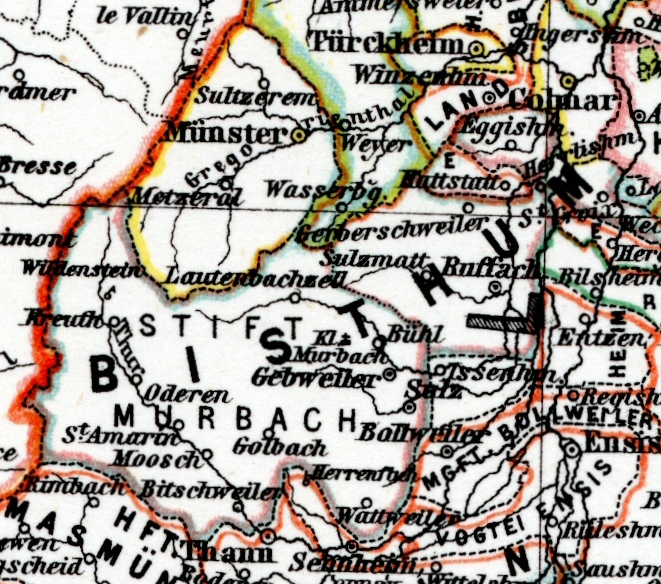
Principauté Abbatiale.

La principauté comprenait trois bailliages :
- Le bailliage de Saint-Amarin : Altenbach[1] (aujourd'hui, partie de Goldbach-Altenbach), Bitschwiller[2] (aujourd'hui, Bitschwiller-lès-Thann), Fellering[3], Geishouse[4], Goldbach[2] (aujourd'hui, partie de Goldbach-Altenbach), Husseren[5] (aujourd'hui, partie de Husseren-Wesserling), Kruth[3], Malmerspach[4], Mitzach[4], Mollau[6], Moosch[4], Moospach ou Moschpach, Neuhausen (aujourd'hui, partie de Goldbach-Altenbach), Oderen[7], Urbès[5], Ranspach[4], Saint-Amarin[8], Storckensohn[5], Vogelbach (aujourd'hui, partie de Saint-Amarin), Wesserling (aujourd'hui, partie de Husseren-Wesserling), Wildenstein[9], Willer[10] (aujourd'hui, Willer-sur-Thur) et Werscholtz (aujourd'hui, partie de Saint-Amarin) ;
- Le bailliage de Wattwiller : Uffholtz[11] et Wattwiller[12] ;
- Le bailliage de Guebwiller : Bergholtz[13], Bergholtz-Zell[14] (aujourd'hui, Bergholtzzell), Belchental[15] ou Murbach[16], Buhl[17], Guebwiller[18], Lautenbach-Zell[19] (aujourd'hui, Lautenbachzell) et Sengern (aujourd'hui, partie de Lautenbachzell).